# گ
| شكل حرف | شكل حرف | شكل حرف | شكل حرف | شكل حرف |
| جدا     | آغازی   | میانی   | پایانی  |         |
| گ       | گ‍       | ‍گ‍        | ‍گ        |         |
| ------- | ------- | ------- | ------- | ------- |

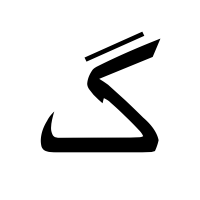
حرف گ

گ. بیست و ششمین حرف در الفبای فارسی است. در زبان انگلیسی به جای این حرف از g استفاده می‌شود. نام این حرف «گاف» است. «ݢ‎» در الفبای جاوی، «ګ» در پشتو و «ڳ‎» در سندی همانند این حرف هستند. این حرف در الفبای عربی وجود ندارد و به جای آن از غ یا ق استفاده می‌شود همانند :إنستغرام به جای اینستاگرام و غاندالف به جای گندالف. البته در عربی مراکشی از «ڭ» و در عربی تونسی، الجزایری و در زبان‌های بربری از «ڨ» برای این منظور استفاده می‌شود. در کتاب فرهنگ واژه‌های اوستا این حرف یعنی گ جزو واژه‌های اوستای است. [۲]
شکل گ در الفبای ایرانی:
| حرف | توضیح                          |
| --- | ------------------------------ |
| Г   | حرف بزرگ "گ" در الفبای ایرانیک |
| 𐬔   | حرف کوچک "گ" در الفبای ایرانیک |